# Ґузев (Мінський повіт)
Ґузев (пол. Guzew) — село в Польщі, у гміні Мрози Мінського повіту Мазовецького воєводства.
Населення — 252 особи (2011).
У 1975-1998 роках село належало до Седлецького воєводства.

## Демографія
Демографічна структура станом на 31 березня 2011 року:
|          | Загалом | Допрацездатний вік | Працездатний вік | Постпрацездатний вік |
| -------- | ------- | ------------------ | ---------------- | -------------------- |
| Чоловіки | 131     | 33                 | 81               | 17                   |
| Жінки    | 121     | 21                 | 57               | 43                   |
| Разом    | 252     | 54                 | 138              | 60                   |